# Сезон для змей
«Сезон для змей» — концертный альбом группы «Аквариум». Название — это слова из песни «Сергей Ильич». Является записью концерта, состоявшегося 25 сентября 1996 года в ДК им. Горбунова в Москве.

## Участники записи
- БГ — голос, гитара
- Олег Сакмаров — флейта, саксофон
- Алексей Зубарев — электрогитара
- Сергей Щураков — аккордеон
- Андрей Суротдинов —скрипка
- Андрей Вихорев —перкуссия
- Андрей Романов — флейта
- Kate St. John — саксофон

## Список композиций

### CD1
1. Партизаны полной луны (5:20)
2. Дерево (2:53)
3. Дубровский (4:13)
4. 10 стрел (3:39)
5. Древнерусская тоска (4:28)
6. Таможенный блюз (4:33)
7. Чёрный брахман (3:09)
8. Гарсон № 2 (3:48)
9. Навигатор (3:32)
10. Лётчик (5:24)
11. Максим лесник (4:03)
12. Великая железнодорожная симфония (5:40)

### CD2
1. Хилый закос под любовь (4:20)
2. Письмо в захолустье (4:56)
3. Я знаю места… (3:28)
4. Снился мне путь на север… (3:10)
5. Гость (4:58)
6. Пани Ирен (2:44)
7. Капитан Белый Снег (3:58)
8. Когда пройдёт боль (4:05)
9. Вавилон (8:08)
10. Тяжёлый танцор (5:15)
11. Сергей Ильич (3:04)

## Дополнительные факты
- Почти все песни, вошедшие в этот сборник, были изданы на различных альбомах «Аквариума» и БГ:
  - «Партизаны полной луны», «Дерево» — «Равноденствие»
  - «Дубровский», «Древнерусская тоска», «Чёрный брахман», «Максим-лесник», «Великая железнодорожная симфония» — «Снежный лев», туда же в качестве бонус-трека вошла и «Снился мне путь на север... (Та, которую люблю)»
  - «10 стрел» - «Акустика» и «Десять стрел»
  - «Таможенный блюз», «Гарсон №2», «Навигатор» —«Навигатор»
  - «Лётчик» — «Любимые песни Рамзеса IV»
  - «Хилый закос под любовь», «Капитан белый снег» — «Лилит»
  - «Я знаю места... (Ангел дождя)» — «Гиперборея»
  - «Гость» — «Синий альбом»
  - «Пани Ирен» — «Песни Александра Вертинского»
  - «Когда пройдёт боль» — «История Аквариума. Архив. Том III»
  - «Вавилон» — «Электричество»
  - «Сергей Ильич» — «Треугольник»
- Песни «Тяжёлый танцор» и «Письмо в захолустье» записывались в качестве демо в 1996-97 годах, но ни в Снежный лев ни в Гиперборею не вошли.
- Песня "Письмо в захолустье" с изменениями в тексте и в другой аранжировке стала называться "Из хрустального захолустья" и вошла в альбом "Аквариум +"